# Côte française des Somalis
Pour les articles homonymes, voir CFS.
1896–1967
Entités précédentes :
- Territoire d'Obock

Entités suivantes :
- Territoire français des Afars et des Issas

La côte française des Somalis (CFS), appelée couramment Somalie française, est un ancien territoire administratif situé autour du golfe de Tadjourah, et relevant du second empire colonial français entre 1896 et 1967, devenu ensuite le territoire français des Afars et des Issas, puis la république de Djibouti.

## Histoire

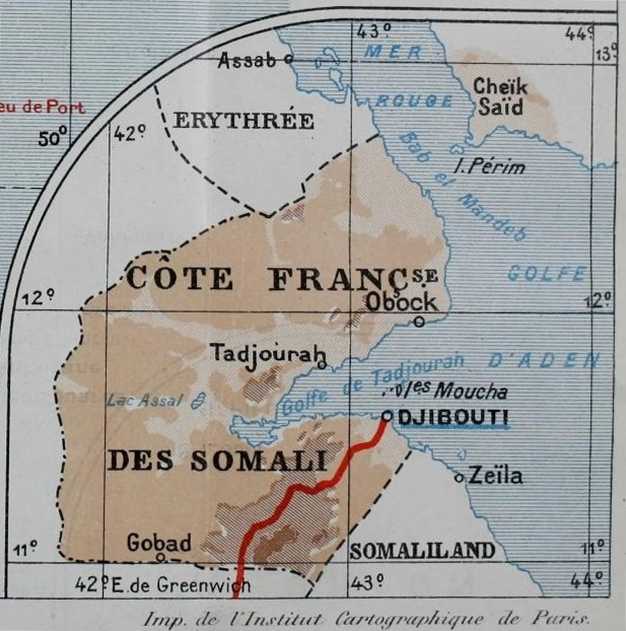
Côte française des Somali. Carte de 1923.

Le 20 mai 1896, un décret du président de la République française fusionne le « territoire d'Obock ainsi que les protectorats de Tadjourah et des pays danakils » avec le « protectorat de la Côte des Somali[s] » (art. 1er).
En 1967, à la suite du référendum du 19 mars sur l'indépendance du territoire, la côte française des Somalis change de nom pour devenir le territoire français des Afars et des Issas (TFAI).